# Ali Baba (film, 1911)
 (juillet 2025).
Pour les articles homonymes, voir Ali Baba.
Pour plus de détails, voir Fiche technique et Distribution.
Ali Baba (titre original : Alí Babà) est un film italien réalisé en 1911 par Enrico Guazzoni.

## Synopsis
Adaptation de l'histoire d'Ali Baba, héros du récit Ali Baba et les Quarante Voleurs, tiré des contes Mille et Une Nuits.

## Fiche technique
- Titre original : Alí Babà
- Pays d'origine :  Italie
- Année : 1911
- Réalisation : Enrico Guazzoni
- Sujet : D'après l'histoire d'Ali Baba, héros du récit Ali Baba et les Quarante Voleurs.
- Société de production : Società Italiana Cines, Roma
- Langue : italien
- Format : Noir et blanc – 1,33:1 – 35 mm – Muet
- Genre : aventure
- Longueur de pellicule : 358 mètres
- Dates de sortie :
  -  Royaume d'Italie : 18 décembre 1911
  -  France : décembre 1911
  -  Espagne : 23 décembre 1911
  -  Empire allemand : 30 décembre 1911
  -  Autriche-Hongrie : janvier 1912
  -  États-Unis : 23 avril 1912
- Autres titres connus :
  -  États-Unis : The Treasure Cave

## Distribution
- Emilio Ghione : Ali Baba
- Gianna Terribili-Gonzales : Morgiana